# Homalura atra
Homalura atra är en tvåvingeart som beskrevs av Nartshuk 1968. Homalura atra ingår i släktet Homalura och familjen fritflugor. Inga underarter finns listade i Catalogue of Life.